# Новая волна американского хеви-метала
Новая волна американского хеви-метала (англ. New Wave of American Heavy Metal, сокращенно NWOAHM или NWoAHM) — направление в метал-музыке, возникшее в Соединённых Штатах в начале-середине 1990-х годов и распространившееся в мире в середине 2000-х. Большинство первых групп появилось в конце 80-х годов, но жанр обрёл популярность только в конце 90-х — начале 2000-х, ввиду чего история направления ведётся с этих годов. Термин NWOAHM является отсылкой к одному из самых значимых явлений в хеви-метале — британской волне 1980-х годов. NWOAHM оценивается критиками как жанр, который вернул метал в мейнстрим.
Хотя этот термин используется в средствах массовой информации все чаще и чаще, его определение ещё не полностью ясно.. Ввиду этого, ведётся много споров о принадлежности различных групп к этому жанру. По словам одного из ведущих метал-журналистов Garry Sharpe-Young, Новая волна Американского хеви-метала это «соединение риффов европейского образца с американским харш вокалом».. NWOAHM соединяет в себе элементы альтернативного метала, грув-метала, металкора, хардкор-панка, прогрессивного метала и мелодичного дэт-метала.

## Известные исполнители
| - Agnostic Front - As I Lay Dying - Avenged Sevenfold - Black Veil Brides - Becoming the Archetype - Between the Buried and Me - Biohazard - Bury Your Dead - Byzantine - Chimaira - Common Dead - Damageplan - Darkest Hour - Demon Hunter - DevilDriver - Disturbed | - Down - Five Finger Death Punch - Godsmack - Hatebreed - High on Fire - Killswitch Engage - Lamb of God - Life of Agony - Living Sacrifice - Machine Head - Mastodon - Mudvayne - Otep - Pantera - Poison the Well | - Prong - Shadows Fall - Slipknot - Superjoint Ritual - System of a Down - The Agony Scene - The Black Dahlia Murder - The Devil Wears Prada - The Dillinger Escape Plan - The Red Chord - Throwdown - Trivium - Unearth - War of Ages |